# Катедралата и базарът
„Катедралата и базарът“ (в оригинал на английски език „The Cathedral and the Bazaar“, CatB) е есе за методите на софтуерно инженерство, написано от Ерик Реймънд въз основа наблюденията му върху процеса на разработка на Линукс и собствения му опит с управление на софтуер с отворен код, fetchmail. За първи път есето е изнесено на 27 май 1999 на конференцията Linux Kongress и публикувано като част от едноименна книга, излязла през същата година.
Есето посочва разликите между двата модела на разработка на свободен софтуер:
- катедралният модел, при който изходният код е достъпен при всяко издание на софтуера, но кодът, разработван между отделните издания, е ограничен само до група разработчици. Като примери са посочени текстовият редактор GNU Emacs и компилаторите GCC.
- базарният модел, при който кодът се разработва публично посредством взаимодействие в Интернет. За откривател на този метод Реймънд посочва Линус Торвалдс, лидер на разработката на ядрото на операционната система ГНУ/Линукс.

Основната теза на есето е твърдението на Реймънд, че „Ако има достатъчно очи, всички грешки се виждат“ („Given enough eyeballs, all bugs are shallow“), което той нарича Закон на Линус. С други думи, колкото по-широко достъпен е изходният код за тестване, критичен оглед и експериментаторство, толкова по-бързо ще се откриват и отстраняват всички бъгове и грешки. Реймънд твърди, че за сравнение с базарния модел, при катедралния модел се изразходва прекомерно количество време и енергия в търсене на бъговете, тъй като работната версия на кода е достъпна само до много ограничен кръг от разработчици.

## Наследство
Есето оказва влияние, като допринася повече съществуващи софтуерни проекти под отворен код и свободен лиценз да възприемат, изцяло или частично, открити модели на разработка в базарен стил – в това число GNU Emacs и GCC, които оригинално са давани за примери за катедралния модел на софтуерна разработка. Най-известният ефект от есето, е окончателното решение на Netscape Communications Corporation да оповести изходния код на Netscape Communicator и да постави началото на проекта Mozilla.
Още един отличителен факт за книгата е, че когато издателство O'Reilly Media я публикува през 1999, тя става първата цялостна книга за търговско разпространение, публикувана под лиценза Open Publication License.